# Municipio de Weesaw
El municipio de Weesaw (en inglés, Weesaw Township) es una subdivisión administrativa del condado de Berrien, Míchigan, Estados Unidos. Según el censo de 2020, tiene una población de 1832 habitantes.

## Geografía
Está ubicado en las coordenadas 41°51′5″N 86°30′10″O / 41.85139, -86.50278. Según la Oficina del Censo de los Estados Unidos, tiene una superficie total de 92,2 km², de la cual 91,8 km² corresponden a tierra firme y 0,4 km² es agua.

## Demografía
Según el censo de 2020, hay 1832 personas residiendo en la zona. La densidad de población es de 20,0 hab./km². El 92,7 % de los habitantes son blancos, el 0,6 % son afroamericanos, el 0,6 % son amerindios, el 0,2 % son asiáticos, el 0,7 % son de otras razas y el 5,2 % son de una mezcla de razas. Del total de la población, el 3,4 % son hispanos o latinos de cualquier raza.